# Aloe ramosissima
Aloe ramosissima (tiếng Anh thường gọi là Maiden's Quiver Tree) là một loài thực vật]] thuộc họ Aloaceae. Loài này có ở Namibia và Nam Phi. Chúng hiện đang bị đe dọa vì mất môi trường sống.

## Hình ảnh

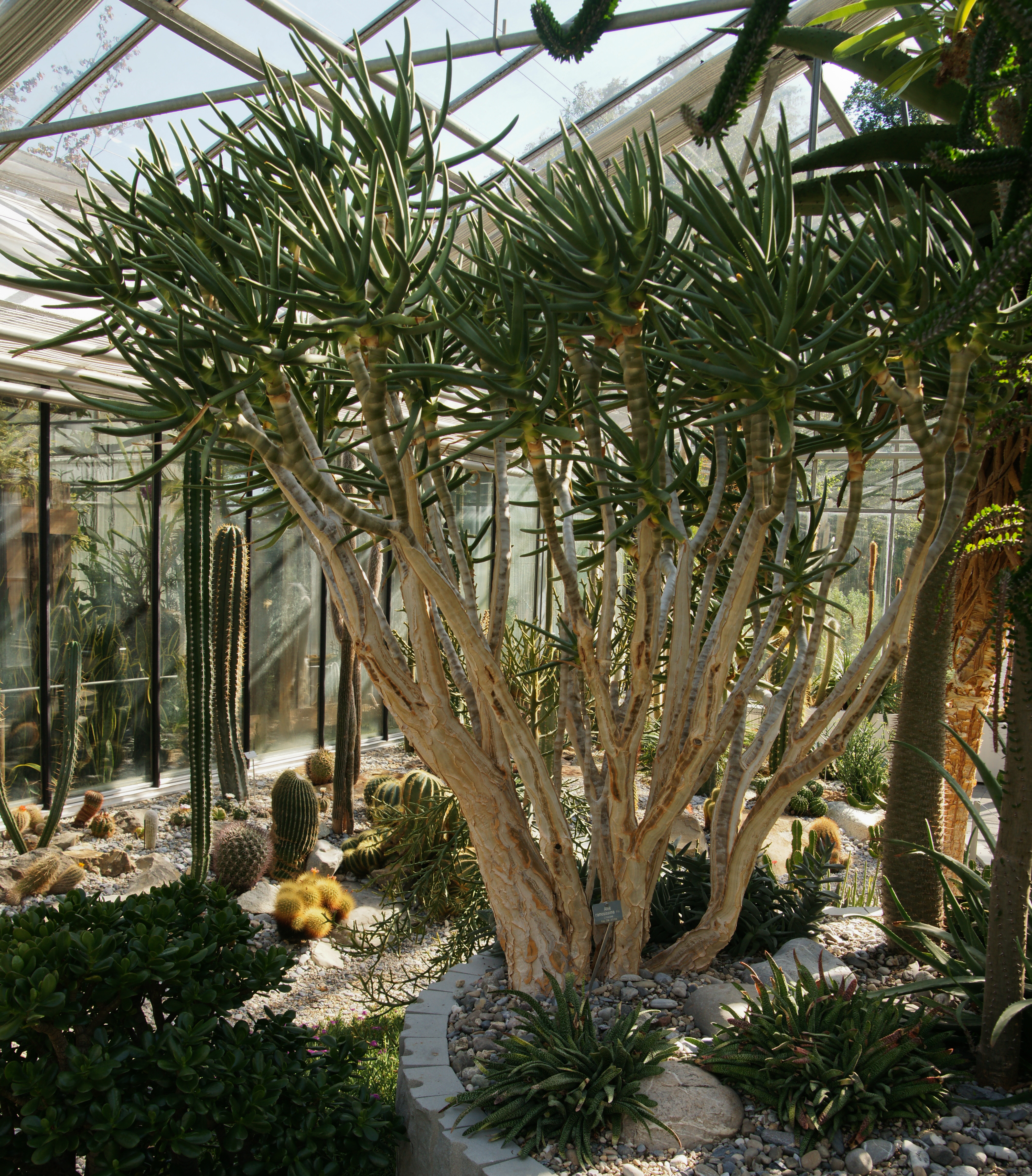
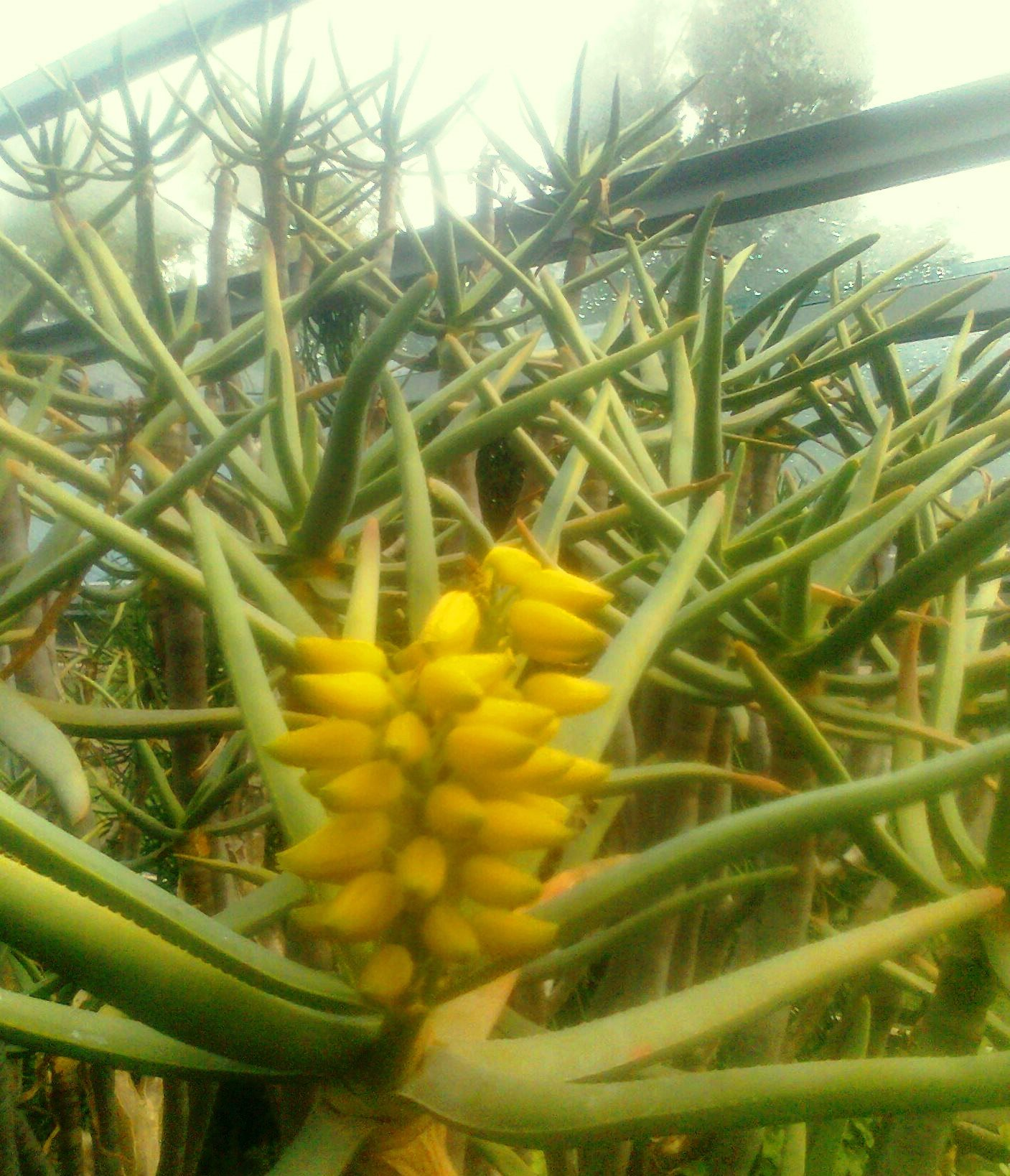
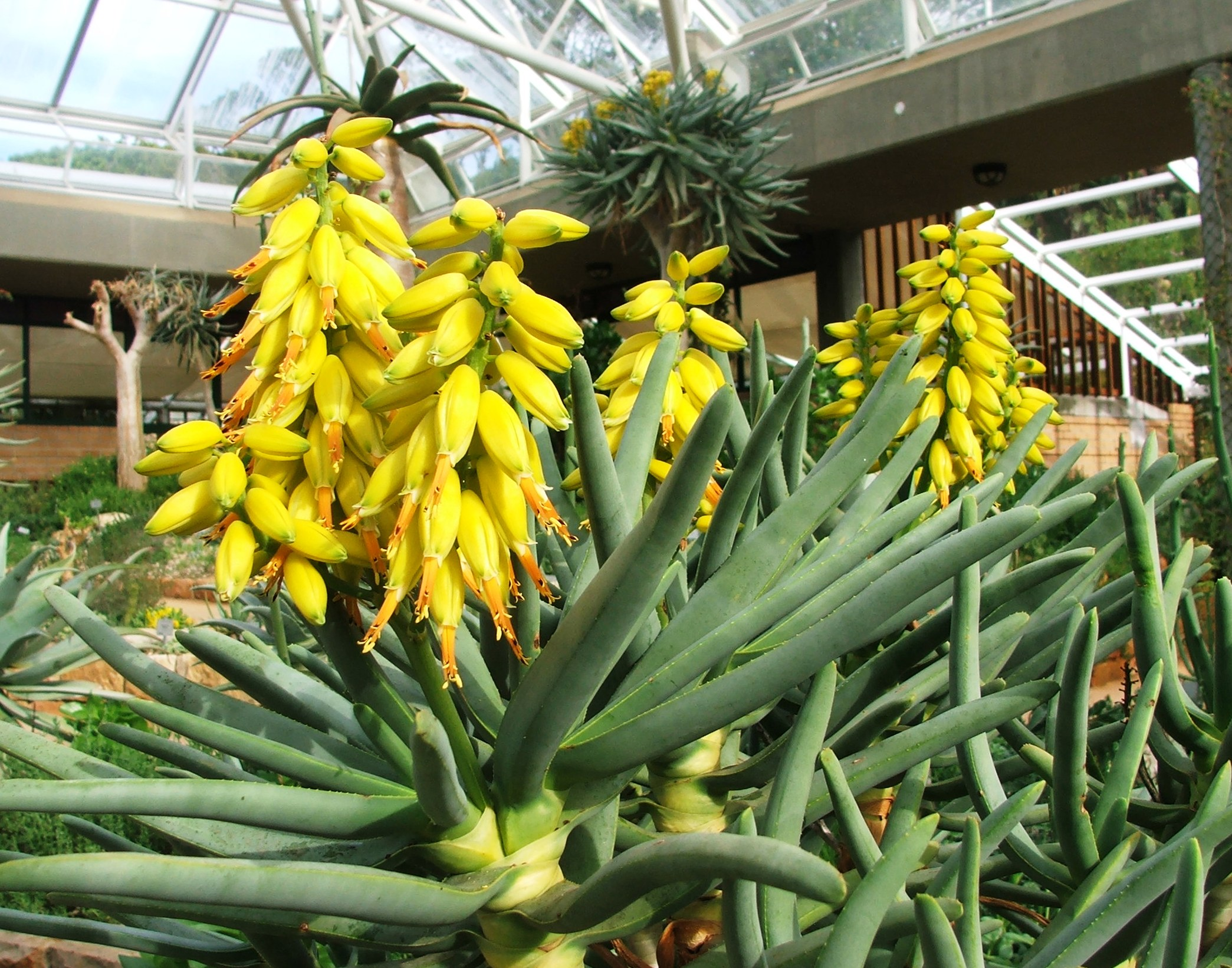
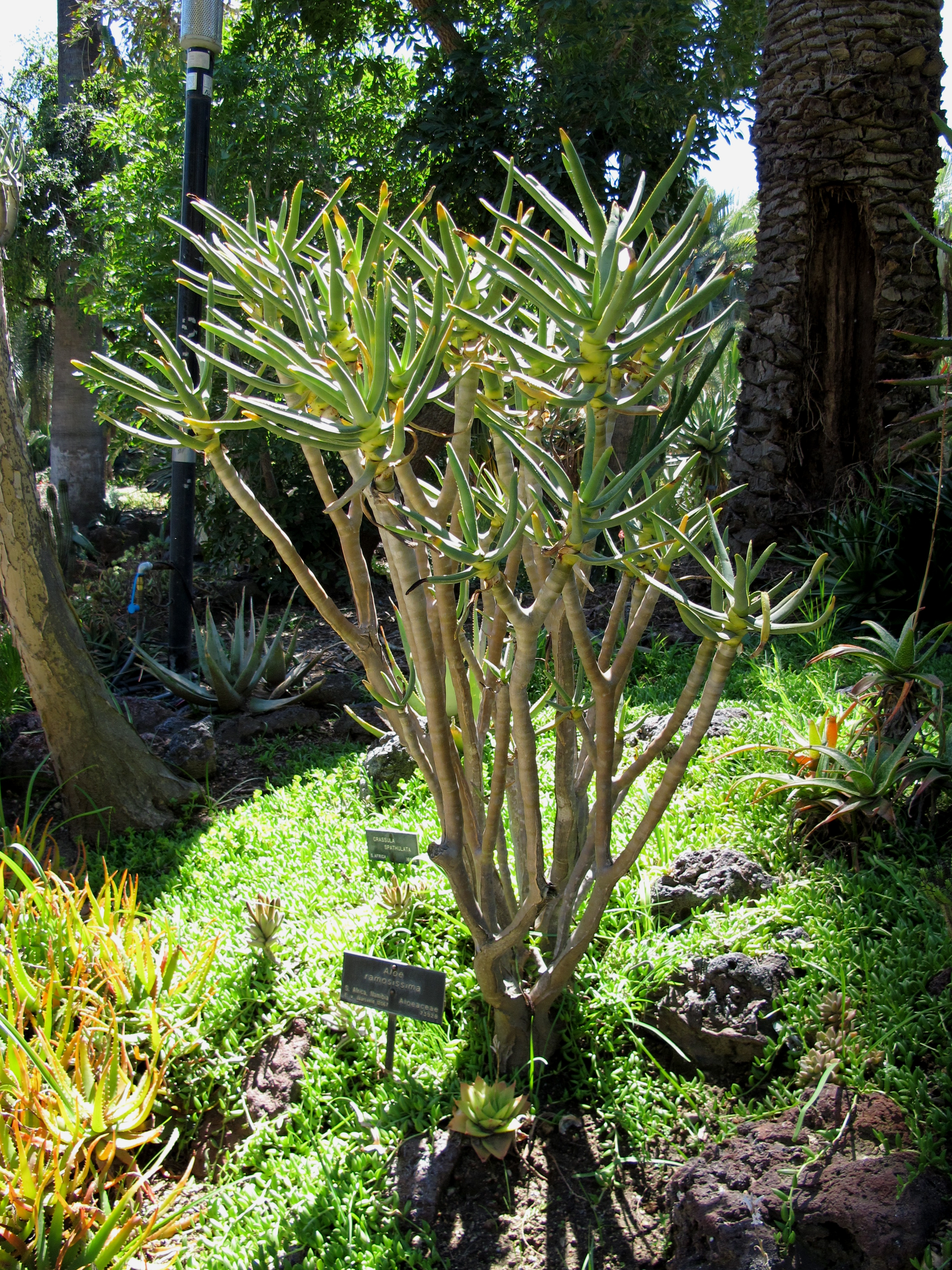